# 鄧紫棋
鄧紫棋（日本語: タン・チーケイ、英語: Gloria Tang Tsz-Kei、1991年8月16日 -）は、香港の歌手・シンガーソングライター。愛称G.E.M.（当時は“Get Everyone Moving”、後に“Get Everybody Moving”、ジェム）、本名は鄧詩穎である。

## 来歴
上海市出身で、4歳のころに香港へ移住。7歳のころにテレビ出演したことがあった。2008年に『G.E.M.』で音楽業界にデビューした。2009年には映画にも出演。2014年に湖南衛視で放送された『我是歌手2』第2シーズンで準優勝。2015年からはワールドツアーを展開。北京工人体育館でライブを行った。

## ディスコグラフィ

### EP
- 『G.E.M.』（2008）
- 『25 Looks』（2016）
- 『My Fairytale』（2018）
- 『毒蘋果』（2018）
- 『睡皇后』（2018）

### スタジオアルバム
- 『18...』（2009）
- 『MySecret』（2010）
- 『Xposed』（2012）
- 『新的心跳』（2015）
- 『童話的休止符』（2018）
- 『摩天動物園』（2019）
- 『啓示錄』（2022）